# Micrurus multifasciatus
Micrurus multifasciatus (багатосмугий кораловий аспід) — вид отруйних змій родини аспідових (Elapidae). Мешкає в Центральній Америці.

## Підвиди
Виділяють два підвиди:
- Micrurus multifasciatus multifasciatus (Jan, 1858);
- Micrurus multifasciatus hertwigi (Werner, 1896).

## Поширення і екологія
Багатосмугі коралові аспіди мешкають в Нікарагуа, Коста-Риці і Панами. Вони живуть у вологих тропічних лісах в низинах і передгір'ях, на висоті до 1600 м над рівнем моря.